# DN28B
De DN28B (Drum Național 28B of Nationale weg 28B) is een weg in Roemenië. Hij loopt van Târgu Frumos via Hârlău naar Botoșani. De weg is 78 kilometer lang.

## Europese wegen
De volgende Europese weg loopt met de DN28B mee:
- Târgu Frumos - Botoșani (gehele route)